# Stena Superfast VII
Lo Stena Superfast VII è un traghetto appartenente alla compagnia di navigazione Stena Line.

## Servizio
Varato il 18 novembre 2000 nel cantiere navale Howaldtswerke-Deutsche Werft di Kiel con il nome di Superfast VII e consegnato l'8 maggio 2001 alla Superfast Ferries, prende il 17 maggio 2001 nei collegamenti tra Rostock ed Hanko.
Il 12 novembre 2004, tocca il fondo durante la navigazione verso Hanko e, una volta giunto in porto, entra in collisione con la banchina. Successivamente viene trasferito in cantiere a Naantali e riparato. Il 27 novembre torna regolarmente in servizio.
Il 21 marzo 2006 viene venduto insieme ai gemelli Superfast VIII e Superfast IX alla Tallink, alla quale viene consegnato il 10 aprile. Il 17 aprile prende servizio nei collegamenti tra Rostock, Paldiski e Hanko.
Nel giugno del 2006 lo scalo a Paldiski viene soppresso.
Nel dicembre del 2006 prende servizio nei collegamenti tra Hanko e Paldiski, continuando tuttavia ad operare anche nei collegamenti tra Hanko e Rostock.
Il 1º gennaio 2007 viene trasferito sulla Helsinki-Rostock insieme al Superfast VIII.
Dal 14 gennaio 2007 opera anche nei collegamenti tra Helsinki e Tallinn.
Dal 1º settembre 2008 opera solo nei collegamenti tra Helsinki e Rostock.
Il 31 ottobre 2008 entra in collisione con il Baltic Princess a Helsinki a causa delle condizioni meteo avverse.

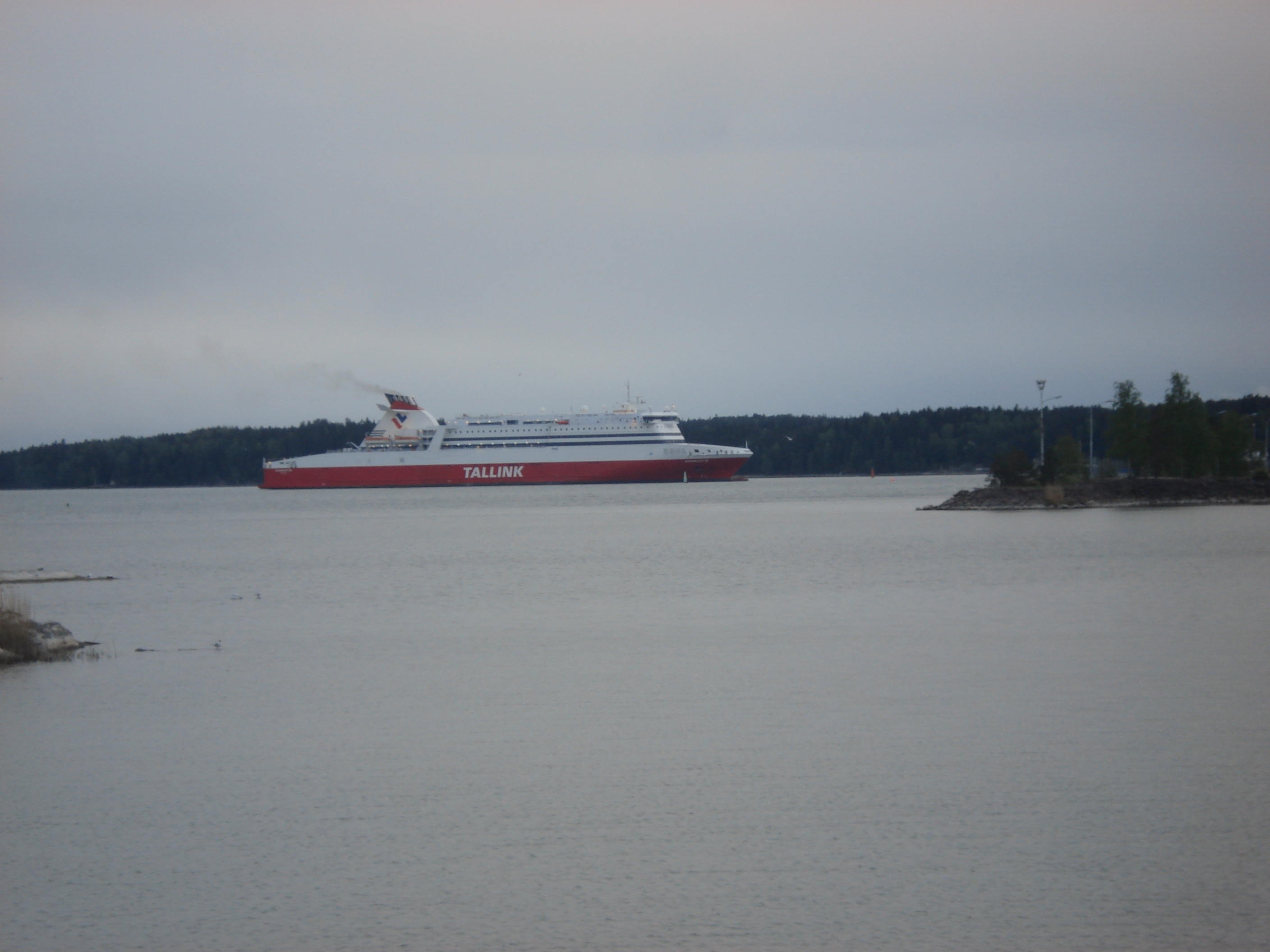
Il Superfast VII in arrivo a Naantali nel 2008.

Il 3 gennaio 2010 viene disarmato a Kopli.
Dal 26 aprile al 23 dicembre 2010 opera nei collegamenti tra Helsinki e Tallinn. Il giorno seguente viene disarmato nello scalo estone.
Dal 30 aprile al 23 dicembre 2010 e dal 6 al 13 marzo 2011 opera nei collegamenti tra Rostock ed Helsinki. Successivamente, viene disarmato in entrambe le occasioni a Tallinn.
Il 7 marzo 2011 ne viene annunciato il noleggio per 4 anni alla Stena Line insieme al gemello Superfast VIII.
Dal 1º aprile al 12 agosto 2011 opera nei collegamenti tra Helsinki e Rostock.
Il 22 agosto 2011 viene trasferito in cantiere a Danzica, dove viene ribattezzato Stena Superfast VII. Il 21 novembre successivo prende servizio nei collegamenti tra Belfast e Cairnryan, dove opera tutt'oggi in coppia con lo Stena Superfast VIII.

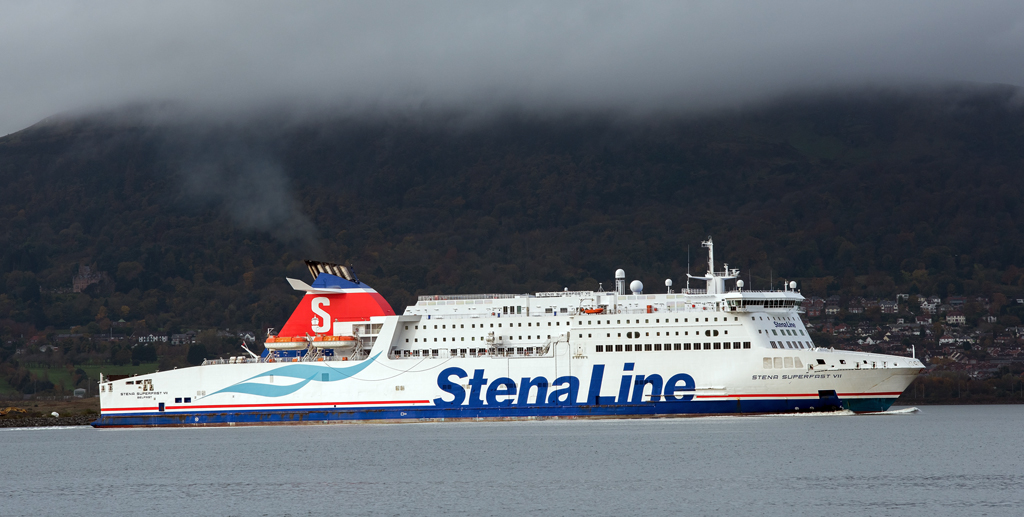
Lo Stena Superfast VII in arrivo a Belfast nel 2012.

Il 12 luglio 2017 viene venduto a titolo definitivo alla Stena Line.
Il 6 novembre 2018 rischia la collisione con un sottomarino nucleare della Royal Navy nel Mar d'Irlanda.
Il 25 settembre 2022, prende fuoco un generatore del traghetto, prontamente domato dall'equipaggio.
Il 19 luglio 2023, scoppia un altro incendio ad un generatore del traghetto, prontamente domato dall'equipaggio. Tuttavia, viene posto fuori servizio per le necessarie riparazioni. Il 27 luglio torna regolarmente in servizio.

## Navi gemelle
- A Nepita
- Stena Superfast VIII
- Superfast IX